# Gondrin
Gondrin (en francès Gondrin) és un municipi francès situat al departament del Gers i a la regió d'Occitània.

## Demografia
| 1962                                       | 1968  | 1975  | 1982  | 1990 | 1999  | 2006  |
| ------------------------------------------ | ----- | ----- | ----- | ---- | ----- | ----- |
| 1.117                                      | 1.162 | 1.074 | 1.041 | 999  | 1.127 | 1.112 |
| Des de 1962: població sense dobles comptes |       |       |       |      |       |       |

## Administració
| Període | Identitat      | Partit |
| ------- | -------------- | ------ |
| 2001-   | Didier Dupront | PS     |